# الأخطبوط (مسلسل)
الأخطبوط، مسلسل كويتي، من إخراج البيلي أحمد، وتأليف زهير الدجيلي. شارك في المسلسل عددًا من الفنانين، منهم: غانم الصالح، أحمد جوهر، جاسم النبهان، أسمهان توفيق، إيمان محمد علي، عبد الإمام عبد الله، وغيرهم.